# Claire McNab
Claire McNab (Melbourne, 1940-2022), seudónimo de Claire Carmichael, fue una escritora australiana.  

## Trayectoria
Mientras ejercía de profesora de instituto en Sídney, comenzó su carrera de escritora con obras de comedia y libros de texto. A mediados de la década de 1980 abandonó la docencia para dedicarse por completo a la escritura. En su Australia natal es conocida por sus libros infantiles y de autoayuda. 
Es conocida sobre todo por sus catorce novelas policíacas protagonizadas por la popular Detective-Inspectora Carol Ashton y las seis protagonizadas por la agente encubierta Denise Cleever. Su última serie está protagonizada por Kylie Kendall, una australiana trasplantada a Los Ángeles que decide convertirse en investigadora privada para perseguir el negocio de su padre y su socio. Además de novela negra, McNab publicó novelas infantiles, libros ilustrados, libros de autoayuda y libros de texto de inglés.
McNab fue presidenta de la organización Sisters in Crime y miembro de la Asociación de Escritores de Misterio de Estados Unidos y de la Asociación de escritores de ciencia ficción y fantasía de Estados Unidos. 
Se trasladó a Los Ángeles en 1994 tras enamorarse de una estadounidense, y dio clases a escritores aún no publicados a través del Programa de Extensión para Escritores de la Universidad de California en Los Ángeles.

## Reconocimientos
En 2006 fue galardonada con la medalla Alice B. Awards y en 1996 fue nominada para el premio Lammy de misterio lésbico.